# Yrkeshögskola

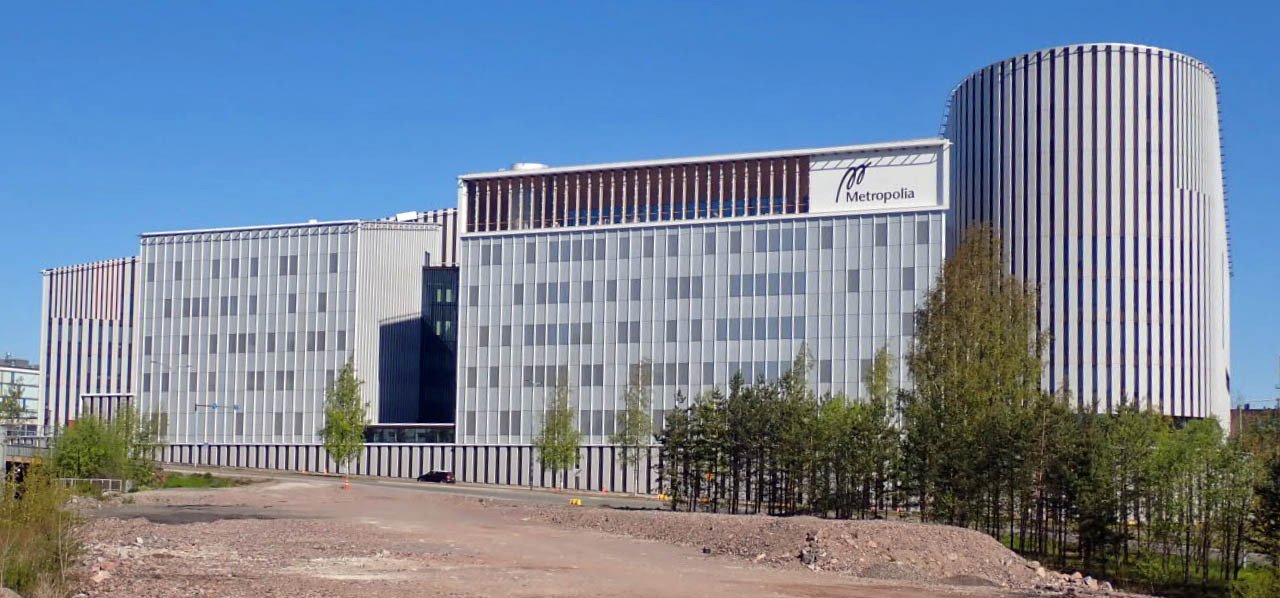
Yrkeshögskolan Metropolia i Kvarnbäcken i Helsingfors

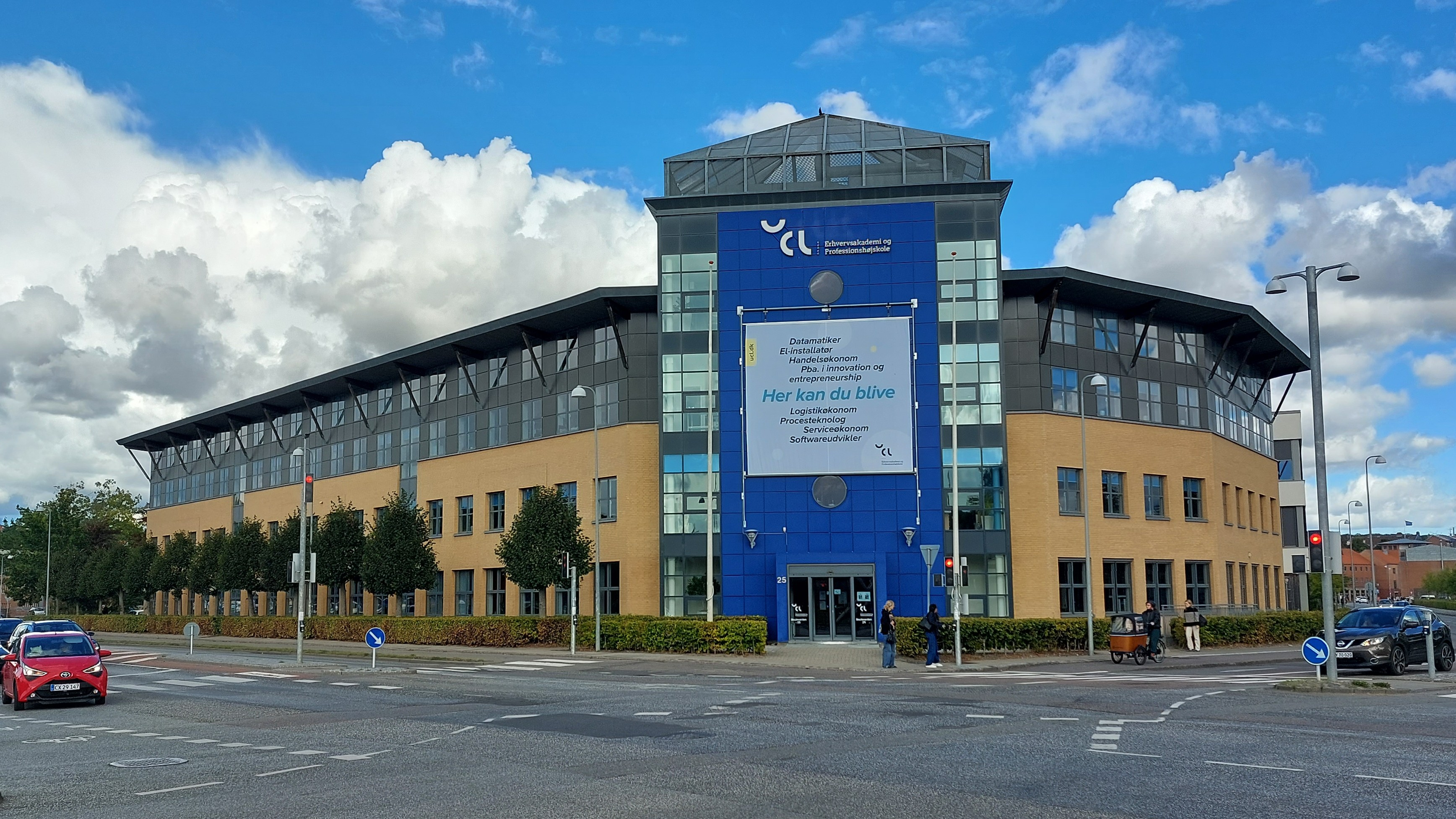
UCL Erhvervsakademi og Professionshøjskole i Vejle

En yrkeshögskola är en utbildningsform för yrkesinriktade studier på eftergymnasial nivå. Dess exakta roll varierar mellan olika länder.
Yrkeshögskolor finns bland annat i Danmark, Finland och Sverige. Genom Bolognaprocessen har examina i en del länder samordnats med lägre och högre högskoleexamen vid universitet och högskolor. Samma terminologi kan då användas, så att kandidat- ("bachelor") och magisterexamen ("master") vid yrkeshögskola till sin nivå avses motsvara dessa högskoleexamina, men med en mer praktisk inriktning. 

## Danmark
Regeringen slog samman "centren for videregående uddannelse" (CVU) och självständiga "mellemlange videregående uddannelser" (MVU) till åtta professionshøjskoler, som blev sex till antalet efter en fusion 2018. Dessutom finns Danmarks Medie- og Journalisthøjskole.

## Finland
I Finland ansvarar yrkeshögskolan för kortare, mera praktiska utbildningar som sjukskötare och  kortare ingenjörsutbildningar medan universiteten utbildar läkare och diplomingenjörer.

## Sverige
Inom yrkeshögskolan i Sverige finns två typer av examen på eftergymnasial nivå: 
- yrkeshögskoleexamen, vilken motsvarar minst ett års studier på eftergymnasial nivå
- kvalificerad yrkeshögskoleexamen, som motsvarar studier under minst två år på denna nivå